# Славейково (област Варна)
Вижте пояснителната страница за други значения на Славейково.
Славейково е село в Североизточна България. То се намира в община Провадия, област Варна. Турското име на селото е Дамлалъ („Капка“).

## География
Разположено е в равнинна и равнинно-хълмиста област. Близки са селата Черноок, Градинарово, Друмево, Блъсково.
Селото е заобиколено от гори, срещат се широколистна и иглолистна растителност.
Почвата е изключително плодородна – чернозем.
Разделено е на три махали – Долно, Средно и Горно.
Славейково е напълно електрифицирано – 16.04.1961 г.
Водоснабдяване – централен водопровод. Съществуват и кладенци, а също така са запазени и селските чешми с каменни корита. В Долно Славейково се намира и чешма с лековита минерална вода.
Общественият транспорт свързва селото с околните села и гр. Провадия.

## История
Селището е с дълголетна история, създадено още по Османско време. Османското име на селото е Дамлалъ. Населението е смесено – жителите са християни и мюсюлмани, които съжителстват мирно и се уважават взаимно.
Къщите са иззидани от камък и са с високи дървени порти. Селскостопанските постройки са направени от кирпич.
В Горно Славейково се намира черквата. Всяка от трите махали има собствен универсален магазин. В Горно Славейково дълго време собственик на магазина е бил Ради Костов.
В Средно Славейково се намира основното училище, което се посещава от деца от трите махали.
В това училище са работили фамилията Блага и Спас Димови. Те са започнали дейността си, веднага след завършване на университет и са посветили целия си живот, грижейки се за образованието на няколко поколения деца от с. Славейково.
Спас Димов започва като учител по физика и математика, а впоследствие става директор на училището. Съпругата му Блага Димова е била начална учителка.
Фамилията Пенчеви също е дала много за образователната система.
Кметството се намира също в Средно Славейково. Там е имало кино и селска пекарна, която е обслужвала и трите махали. Също така читалище с богата библиотека, джамия (обновена през 2014 г.), здравна служба, магазини, кафене.
През селото минава малка рекичка, която допълва очарованието му.
В Средната махала е съществувала и мандра, която е изкупувала млякото от трите махали.
Почвата е изключително плодородна, имало е много бостани, пиперници, лозя, царевица, слънчоглед, зеленчукови и овощни градини.
През последните години се наблюдава засилено обезлюдяване на селото.

## Население
Численост на населението според преброяванията през годините:
| \| Година на преброяване \| Численост \| \| --------------------- \| --------- \| \| 1934 \| 1993 \| \| 1946 \| 1846 \| \| 1956 \| 1633 \| \| 1965 \| 1390 \| \| 1975 \| 1104 \| \| 1985 \| 871 \| \| 1992 \| 711 \| \| 2001 \| 578 \| \| 2011 \| 413 \| \| 2021 \| 322 \| |           |
| Година на преброяване | Численост |
| 1934 | 1993      |
| 1946 | 1846      |
| 1956 | 1633      |
| 1965 | 1390      |
| 1975 | 1104      |
| 1985 | 871       |
| 1992 | 711       |
| 2001 | 578       |
| 2011 | 413       |
| 2021 | 322       |

### Етнически състав

#### Преброяване на населението през 2011 г.
Численост и дял на етническите групи според преброяването на населението през 2011 г.:
|                     | Численост | Дял (в %) |
| Общо                | 413       | 100.00    |
| Българи             | 132       | 31.96     |
| Турци               | 238       | 57.62     |
| Цигани              | 3         | 0.72      |
| Други               | –         | –         |
| Не се самоопределят | –         | –         |
| Неотговорили        | 40        | 9.68      |

## Религии
Християнство – официална религия в Република България.

## Културни и природни забележителности
Фолклорните традиции са се спазвали дълги години от жителите на селото – коледари, кукери и конни надбягвания на Тодоров ден, а през топлите месеци хората са предпочитали прохладата на Балкана, където са се събирали да пеят български народни песни и играят хора.
В Балкана има пещера, известна с обитателя си – кафява мечка, която е отглеждала там малките си. Друга забележителност е „Орловата дупка“.
Славейковата гора е обявена за защитена местност. Тя впечатлява с изключително красивата си природа. Най-високата точка е връх Хисаря – 347,7m. Тук се намират и късноантичната и средновековна крепости – „Дамлалъ хисар“ и „Кючюк хисар“.

## Спорт
Селото е имало футболен отбор – „Съртовец“, който днес не развива дейност.

## Поминък
В Горната махала жителите са били животновъди и земеделци. Интересното е, че са се занимавали с отглеждането на диви прасета в естествената им среда. Също са отглеждали и черни биволи, които са ползвали за впряг.